# Ullared
Ullared ist ein Ort (tätort) in der schwedischen Provinz Hallands län und der historischen Provinz (landskap) Halland.

## Lage

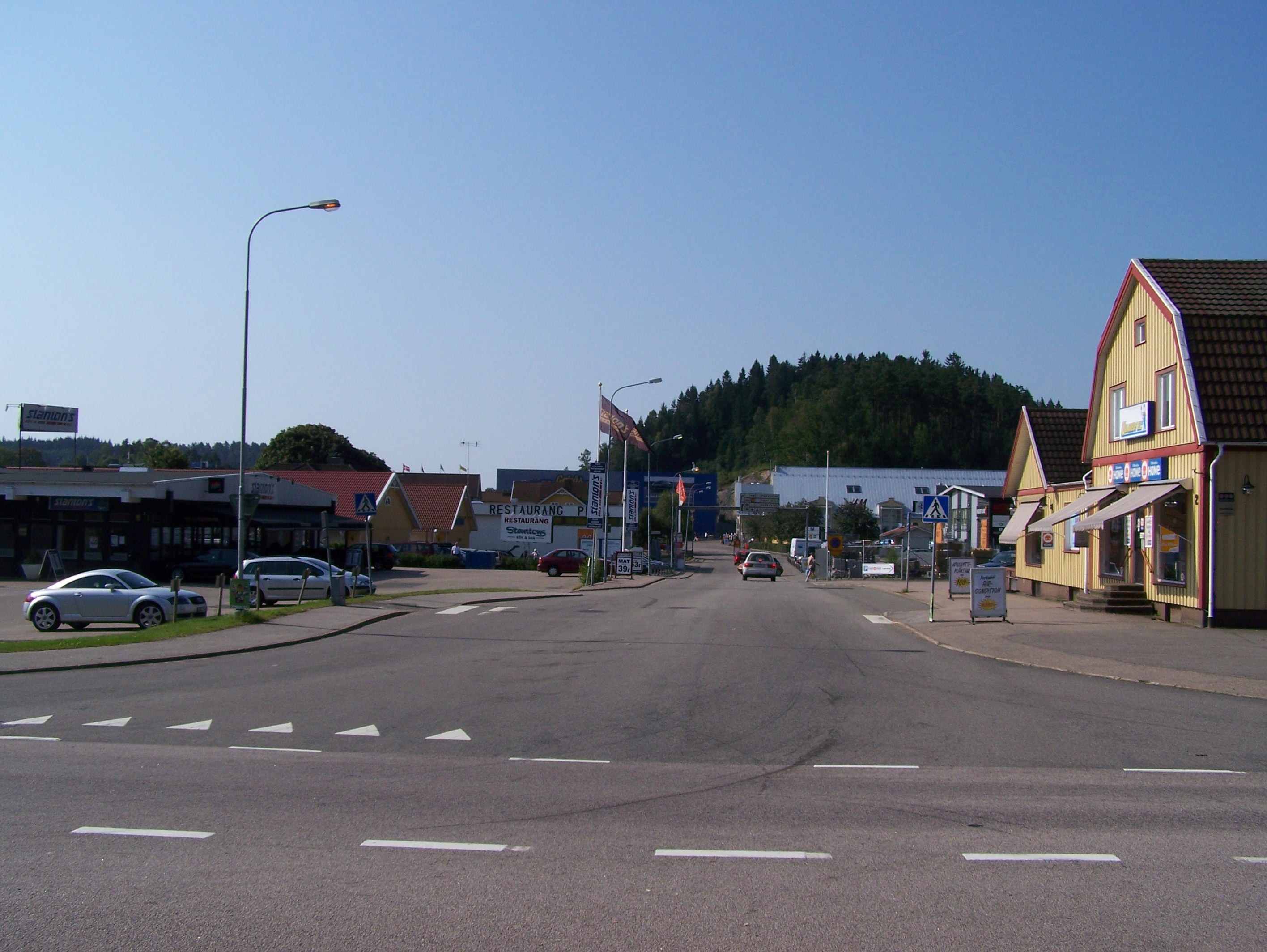
Blick von der Provinzstraße 153 in den Ort, im Hintergrund das Einkaufszentrum

Der Ort in der Gemeinde Falkenberg liegt jeweils etwa 35 km nordöstlich von Falkenberg und östlich von Varberg, die Provinzstraßen (schwedisch Länsväg) 153 und 154 kreuzen sich im Ort. Durch den Ort fließt der Högvadsån, der größte Nebenfluss des Ätrans.
Der etwas separat an der 154 in Richtung Falkenberg gelegene Ortsteil Heden wird vom Statistiska centralbyrån seit 2015 als separater småort geführt.

## Geschichte
Seit Beginn des 20. Jahrhunderts kreuzten sich im Bahnhof Ullared die zwei Bahnstrecken Falkenberg–Limmared und Varberg–Ätran, die im weiteren Verlauf über Fegen an die Bahnstrecke Halmstad–Nässjö angebunden war. Diese Anbindung war für die wirtschaftliche Entwicklung der Gemeinde sehr vorteilhaft. Der Ort war unter anderem ein Umschlagplatz für Holz aus der Region. Im Jahr 1961 wurden die Bahnlinien stillgelegt.

## Wirtschaft

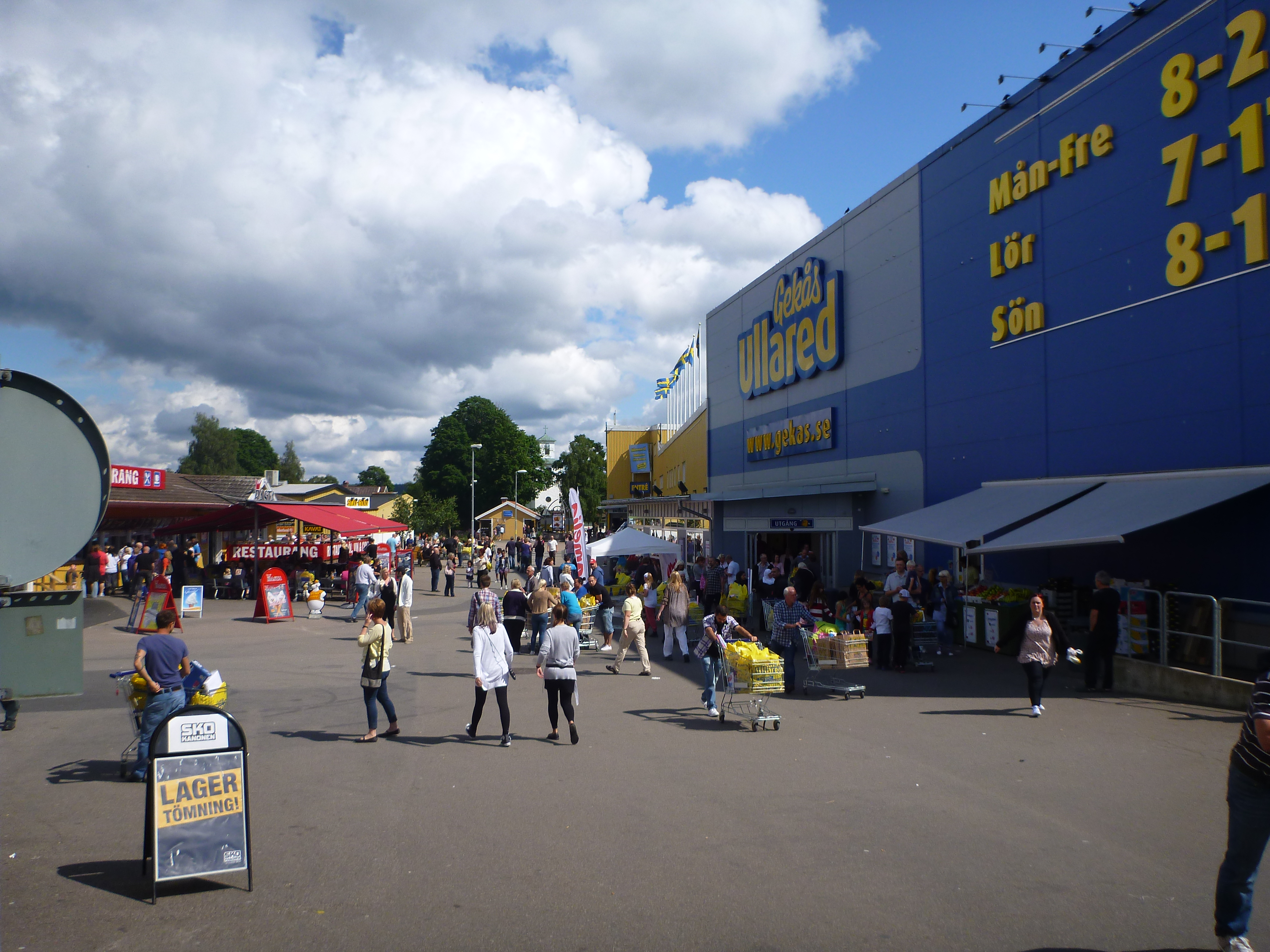
Einkaufsmeile in Ullared

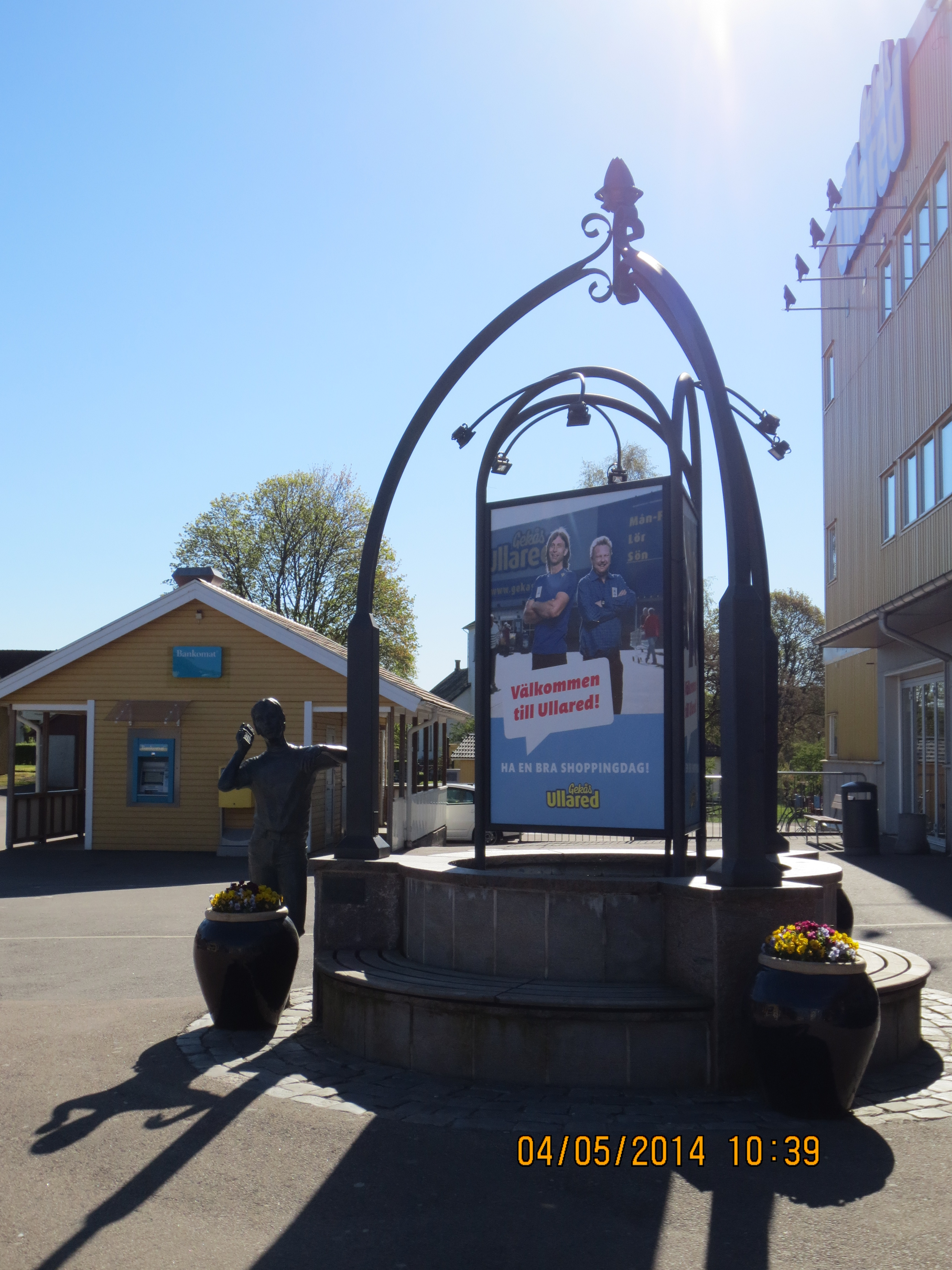
Brunnen am Eingang zu Gekås mit Statue des Gründers Göran Karlsson

Mit Gekås (Gekås i Ullared AB) befindet sich eines der flächengrößten und umsatzstärksten Kaufhäuser Schwedens im Ort. Durch den Erfolg von Gekås haben sich dort weitere große Märkte angesiedelt, vor allem mit Outlet-Sortimenten. Die Wirtschaft bietet im Ort etwa 1300 Arbeitsplätze. Weiterhin gibt es in Ullared eine höhere Schule und ein medizinisches Zentrum. Seit 1972 hat der Ort eine eigene Kläranlage.
Gekås betreibt einen der größten ganzjährigen Campingplätze Schwedens. Die Rezeption wurde vom Campingplatz in die Nähe der Abfallstation an der E.ON-Gastankstelle verlegt. Die sich vorher dort befindlichen älteren Gebäude wurden im Jahr 2013 abgerissen. Um den Campingplatz nicht durch den Ort anfahren zu müssen, wurde nahe der Gastankstelle ein Kreisverkehr gebaut, an die eine Straße über den Fluss anschließt. Am Campingplatz gibt es einen Skihang.
Im Ort gibt es ein zu Gekås gehörendes Motel. 2013 wurde außerdem ein Konferenzhotel an der Ecke Danska Vägen/Länsväg 153 fertiggestellt. Am Gekås-Außenlager Richtung Gällared gibt es einen Wohnmobil- und Caravanstellplatz, sowie ein hunddagis, an dem Hunde von Kunden für die Zeit des Einkaufs abgegeben werden können.

## Sehenswürdigkeiten
Die heutige Kirche von Ullared steht seit dem Jahr 1829 an einem Platz, wo zuvor ältere Kirchen standen. In früheren Jahren verlief direkt hinter der Kirche die Eisenbahn. Die ehemaligen Eisenbahntrassen wurden 2012 bis 2014 zu Radwegen ausgebaut. Diese verlaufen parallel zur 153 und 154 Richtung Skeppshult beziehungsweise Svenljunga.
Südlich des Ortes nahe der Straße 154 (im Ortsteil Heden) befindet sich ein kleiner Richterring (schwedisch Domarring), bestehend aus acht Steinen. Richterringe sind eine charakteristische Grabform in Südschweden. Sie wurden von der vorrömischen bis zur jüngeren Eisenzeit (500 v. Chr. bis 600 n. Chr.) errichtet und gelten (nur) in der Überlieferung als Richtplätze.
Um Ullared gibt es das Ekomuseum nedre Ätradalen („Unteres Ätrantal“). Dieses zeigt in der Natur eine Reihe von historisch interessanten Plätzen. In der näheren Umgebung findet man Abilds kyrka (Abilds Kirche), Axtorna slagfält (Schlachtfeld), Bockstens mosse (Bockstensmann) sowie der als UNESCO-Welterbe geführte Längstwellensender Grimeton.

## Geboren in Ullared
- Johan Lindegren (1842–1908), Komponist, Kirchenmusiker, Musikpädagoge und -theoretiker